# AlphaTauri
AlphaTauri é uma marca de moda que foi fundada em 2016 como uma extensão de marca da Red Bull para a indústria da moda. O nome é derivado de Alpha Tauri (mais conhecida como "Aldebarã" nos países de língua portuguesa), uma estrela gigante vermelha da constelação de Taurus, e presta homenagem à empresa fundadora, a Red Bull. Sua sede é baseada em Salzburgo, na Áustria.